# Kurt Hasse
Kurt Hasse   (Magúncia, 7 de febrer de 1907 - 9 de gener de 1944) va ser un genet alemany que va competir durant la dècada de 1930.
Fill del general Ernst Hasse, va estudiar a l'escola de cavalleria de Hannover entre 1930 i 1936. El 1936 va prendre part en els Jocs Olímpics d'Estiu de Berlín, on va disputar dues proves del programa d'hípica. Guanyà la medalla d'or en les proves del concurs de salts individual i concurs de salts per equips. Formà equip amb Marten von Barnekow i Heinz Brandt. En ambdues proves muntà el cavall Tora.
Va morir al camp de batalla del front oriental durant la Segona Guerra Mundial.